# Lupercália
Lupercalia era uma festa pastoral da Roma Antiga celebrada anualmente no dia 15 de fevereiro para purificar a cidade, promovendo a saúde e a fertilidade. Lupercalia também era conhecida como dies Februatus, em homenagem aos instrumentos de purificação chamados februa, a base para o mês chamado Februarius - Fevereiro .

## Etimologia e origem
O festival era originalmente conhecido como Februa ("Purificações" ou "Purificações") após o februum que foi usado no dia. Também era conhecido como Februatus e deu seu nome de várias maneiras, como epíteto de Juno Februalis, Februlis ou Februata em seu papel como divindade padroeira daquele mês; a uma suposta divindade purificadora chamada Februus; e até fevereiro (mensis Februarius), o mês em que ocorreu o festival. Ovídio conecta februare a uma palavra etrusca para "purgar". Algumas fontes  conecte a palavra latina para febre (febris) com a mesma ideia de purificação ou purgação, devido ao "suor" comumente associado às febres.
Os ritos se restringiam à caverna de Lupercal, ao Monte Palatino e ao Fórum, todos locais centrais no mito de fundação de Roma. Perto da caverna ficava um santuário de Rumina, deusa da amamentação; e a figueira selvagem (Ficus Ruminalis) para a qual Rômulo e Remo foram trazidos pela intervenção divina do deus-rio Tiberino ; algumas fontes romanas chamam a figueira selvagem caprificus, literalmente "figo-cabra". Assim como a figo cultivada, seu fruto é pendular, e a árvore exala uma seiva leitosa se cortada, o que a torna uma boa candidata ao culto da amamentação.
O festival Februa era de origem antiga e possivelmente sabina. Depois que fevereiro foi adicionado ao calendário romano, Februa ocorreu em seu décimo quinto dia. De seus vários rituais, o mais importante passou a ser o da Lupercalia. Os próprios romanos atribuíram a instigação da Lupercalia a Evander , um herói cultural da Arcádia que foi creditado por trazer o panteão olímpico, as leis gregas e o alfabeto para a Itália, onde fundou a cidade de Pallantium no futuro local de Roma, 60 anos antes da Guerra de Tróia.

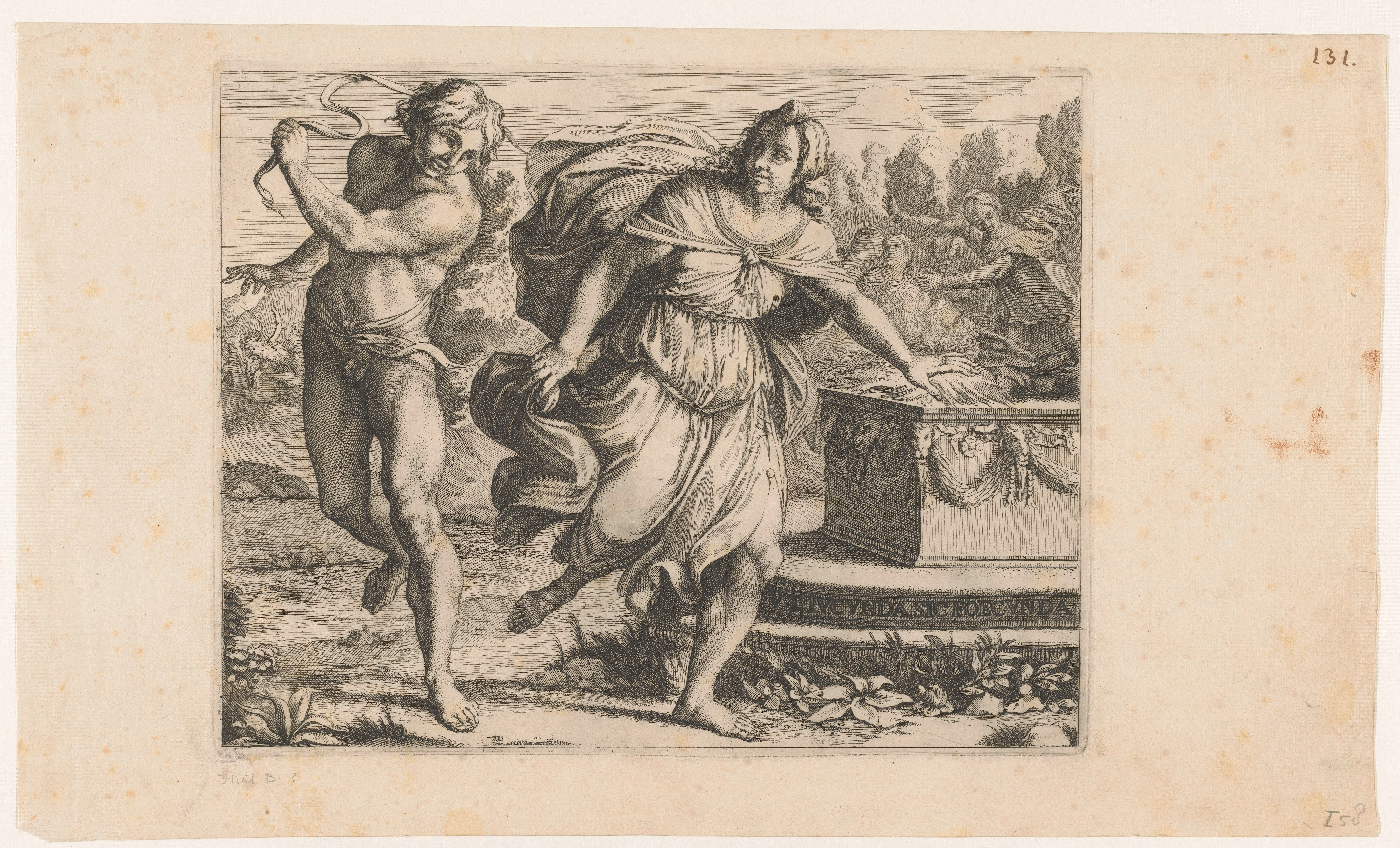
Representação artística da Lupercalia

A Lupercalia era celebrada em partes da Itália e da Gália; Luperci são atestados por inscrições em Velitrae, Praeneste, Nemausus (Nimes, atualmente), e em outros lugares. O antigo culto dos Hirpi Sorani ("lobos de Soranus", de Sabine hirpus "lobo"), que praticava no Monte Soracte , 45 km ao norte de Roma, tinha elementos em comum com a Lupercalia romana.
O nome Lupercalia era considerado na antiguidade para evidenciar alguma conexão com o festival grego antigo da Lykaia arcadiana, um festival do lobo (em grego:  λύκος, lýkos; em latim: lupus), e a adoração de Lycaen Pan, considerado um equivalente grego de Fauno, conforme instituído por Evandro. Justino descreve uma imagem de culto do "deus licau, a quem os gregos chamam de Pã e os romanos de Lupercus", nu, exceto por um cinto de pele de cabra. A estátua ficava no Lupercal, a caverna onde a tradição afirma que Rômulo e Remo foram amamentados pela loba (Lupa). A caverna ficava no sopé do Monte Palatino, onde Rômulo teria fundado Roma. O nome do festival provavelmente deriva de lúpus, "lobo", embora a etimologia e seu significado sejam obscuros. Apesar da afirmação de Justin, nenhuma divindade chamada "Lupercus" foi identificada.
As descrições do festival Lupercalia de 44 a.C atestam sua continuidade; Júlio César usou-o como pano de fundo para sua recusa pública de uma coroa de ouro oferecida a ele por Marco Antônio.  A caverna Lupercal foi restaurada ou reconstruída por Augusto , e especula-se que seja idêntica a uma caverna descoberta em 2007, 15 metros abaixo dos restos da residência de Augusto; de acordo com o consenso acadêmico, a gruta é um ninfeu , não o Lupercal. O festival Lupercalia é marcado em um calendário de 354 ao lado de festivais tradicionais e cristãos.

## Desenvolvimento e sacerdócio
A festa da Lupercália simbolizava a purificação que devia acontecer em Roma ao fim do ano (que começava em Março). Anualmente, um corpo especial de sacerdotes, os luperci sodales (lupercos sodais) eram eleitos entre os patrícios mais ilustres da cidade.
Na data prevista, então, os lupercos daquele ano encontravam-se na gruta Lupercal para sacrificarem dois bodes e um cão e serem ungidos na testa com o sangue, limpado da lâmina do sacrifício com um lã embebida em leite. Vestiam-se então do couro dos animais, simbolizando Fauno Luperco, do qual arrancavam tiras, chamadas februa, com as quais saíam ao redor da colina a chicotear o povo, em especial as mulheres inférteis, que se reuniam para assistir o festival.
A Lupercalia tinha seu próprio sacerdócio , os Luperci ("irmãos do lobo"), cuja instituição e ritos eram atribuídos ao herói cultural Arcadiano Evander ou a Rômulo e Remo, antigos pastores que estabeleceram um grupo de seguidores. Os Luperci eram jovens (iuvenes), geralmente com idades entre 20 e 40 anos. Eles formaram dois collegia (associações) religiosos baseados na ancestralidade; o Quinctiliani (em homenagem à gens Quinctia) e o Fabiani (em homenagem à gens Fabia). Cada faculdade era dirigida por um magister. Em 44 a.C, um terceiro colégio, o Juliani , foi instituído em homenagem a Júlio César ; seu primeiro magíster foi Marco Antônio.  O colégio de Juliani se desfez ou faliu após o assassinato de César, e não foi restabelecido nas reformas de seu sucessor, Augusto. Na era imperial, a adesão aos dois colégios tradicionais era aberta a iuvenes de status equestre.

## Sacrifício
No altar de Lupercal, um bode (ou cabras) e um cão eram sacrificados por um ou outro dos Luperci, sob a supervisão do Flamen dialis, o sacerdote chefe de Júpiter.  Uma oferta também foi feita de bolos de farinha salgados, preparados pelas Virgens Vestal.  Após o sacrifício de sangue, dois Luperci se aproximaram do altar. Suas testas foram ungidas com o sangue da faca do sacrifício e depois enxugadas com lã embebida em leite, após o que deveriam rir. Seguiu-se a festa do sacrifício, após a qual os Luperci cortaram tiras (conhecidas como februa) da pele esfolada do animal,  e correram com elas, nus ou quase nus, ao longo da antiga fronteira do Palatino, no sentido anti-horário em torno do Colina. Na descrição de Plutarco da Lupercalia, escrita durante o início do Império
... muitos dos jovens nobres e dos magistrados correm para cima e para baixo pela cidade nus, para se divertir e rir, atingindo aqueles que encontram com tangas peludas. E muitas mulheres de posição também se intrometem propositalmente e, como as crianças na escola, apresentam suas mãos para serem golpeadas, acreditando que assim a grávida será ajudada no parto e a estéril, a gravidez. 
O Luperci completou seu circuito do Monte Palatino, então retornou à caverna Lupercal.

## Significados
A Lupercália era uma festa de fim de ano. Acreditava-se que essa cerimónia servia para espantar os maus espíritos e para purificar a cidade, assim como para liberar a saúde e a fertilidade às pessoas açoitadas pelos lupercos.
A associação com a fertilidade viria de as chicotadas deixarem a carne em cor púrpura. Essa cor representava as prostitutas sacerdotais da Ara Máxima, também chamadas lobas.
Tratava-se também dum rito de passagem, simbolizando a morte e a ressurreição, celebrando assim a vida.
Caracterizadas pela licenciosidade, tinham características adotadas mais tarde nas festas de Carnaval.

## História e Transformação

César recusa o diadema de realeza oferecido por Marco Antônio, 44 a.C.

A festa era tão antiga como a própria história de Roma (sabe-se que era uma tradição forte já no tempo de Júlio César), e tornou-se mais popular nos tempos da República romana, quando a gruta Lupercal foi reformada por Augusto, e perdurou até aos tempos do império e da sua queda. Esta mesma celebração foi adotada por Justiniano I no Império do Oriente em 542, como remédio para uma peste que já havia assolado o Egito e Constantinopla e ameaçava o resto do império.
Em 494 d.C., o Papa Gelásio I proibiu e condenou oficialmente essa festa pagã. Numa tentativa de cristianizá-la, substituiu-a pelo 14 de fevereiro, dia dedicado a São Valentim (hoje, conhecido como o dia dos namorados).
Apesar da proibição em 391 de todos os cultos e festivais não-cristãos, a Lupercalia foi celebrada pela população nominalmente cristã em uma base regular no reinado do imperador Anastácio . O Papa Gelásio I (494-96) afirmou que apenas a "ralé vil" estava envolvida no festival e buscou sua abolição pela força; o Senado protestou que a Lupercalia era essencial para a segurança e o bem-estar de Roma. Isso levou à sugestão desdenhosa de Gelásio de que "Se vocês afirmam que este rito tem força salutar, celebrem-no da maneira ancestral; corram nus para que possam realizar a zombaria de maneira adequada".  Não há nenhuma evidência contemporânea para apoiar as noções populares de que Gelásio aboliu a Lupercalia, ou que ele, ou qualquer outro prelado, a substituiu com a Festa da Purificação da Bem-Aventurada Virgem Maria. Uma associação literária entre a Lupercalia e os elementos românticos do Dia dos Namorados remonta a Chaucer e às tradições poéticas do amor cortês.

## Legado
A Terceira Ode de Horácio, verso 18, alude à Lupercalia. O festival ou seus rituais associados deram seu nome ao mês romano de fevereiro (mensis Februarius) e daí ao mês moderno.  O deus romano Februus personificava o mês e a purificação, mas parece ser posterior a ambos. A peça de William Shakespeare, Júlio César, começa durante a Lupercalia. Marco Antônio é instruído por César a golpear sua esposa Calpúrnia, na esperança de que ela seja capaz de conceber. Pesquisa publicada em 2019 sugere que a palavra Leprechaun deriva de Lupercus.